# شهرستان شاونی (کانزاس)
شهرستان شاونی، کانزاس (به انگلیسی: Shawnee County, Kansas) یک سکونتگاه مسکونی در ایالات متحده آمریکا است که در کانزاس واقع شده‌است.